# UBA Wirkungsindikatoren
Die Methode zur Bewertung in Ökobilanzen des Umweltbundesamtes (UBA), auch bekannt als UBA Wirkungsindikatoren oder UBA-Bewertungsmethode, ist eine vor allem in Deutschland genutzte Ökobilanzierungsmethode. Sie wurde in den 1990er Jahren vom Umweltbundesamt entwickelt, um die Umweltwirkungen von Produkten zu beurteilen sowie Produkt- und Verfahrensalternativen zu vergleichen und entspricht den Anforderungen der Normenreihe DIN EN ISO 14040 ff.
Das Konzept ist nicht nur auf die ökologische Bewertung von Produkten beschränkt, sondern kann auch für die Ökobilanzierung von Prozessen, Dienstleistungen oder Unternehmen genutzt werden. Als Systemgrenze wird zumeist der cradle-to-gate-Ansatz genutzt.
Der Aufbau der Ökobilanz erfolgt klassisch nach DIN EN ISO 14040:
1. Definition von Ziel und Untersuchungsrahmen,
2. Sachbilanz,
3. Wirkungsabschätzung,
4. Auswertung.

Die Besonderheit der UBA-Bewertungsmethode kommt in den Phasen der Wirkungsabschätzung und der Auswertung zum Tragen.

## Methode zur Wirkungsabschätzung
1. Auswahl von Wirkungskategorien, Wirkungsindikatoren und Modellen
2. Klassifizierung: Einteilung der Sachbilanzergebnisse in Wirkungskategorien (hierbei sind Mehrfachzuordnungen möglich)
3. Charakterisierung: Im Schritt der Charakterisierung werden die Sachbilanzergebnisse der verschiedenen Wirkungskategorien mit Hilfe von Charakterisierungsfaktoren zu Wirkungsindikatorergebnissen aggregiert. Dazu wird zunächst eine Referenzsubstanz innerhalb jeder Wirkungskategorie bestimmt (z. B. CO2 für die Kategorie Treibhauseffekt), dann werden die in der Sachbilanz erfassten Stoff- und Energieströme im Verhältnis zu dieser Referenzgröße durch Charakterisierungsfaktoren gewichtet, mit den jeweiligen Mengen multipliziert und schließlich zu einer eindimensionalen Kennzahl für jede einzelne Wirkungskategorie, dem sogenannten Wirkungsindikator, aufsummiert. Somit erhält man für jede Wirkungskategorie ein Wirkungsindikatorergebnis.
4. Normierung und Bildung einer Rangordnung

Der vierte Schritt, die Hierarchisierung von Indikatorergebnissen und damit der Wirkungskategorien, ist nur bei Ökobilanzen nötig, die einen Vergleich zweier Systeme (z. B. Produkte, Verfahren) zum Ziel haben. Bei derartigen Studien stellt sich häufig das Problem, dass die untersuchten Alternativen in den Wirkungskategorien unterschiedliche Umweltbelastungen erzeugen und diese für eine belastbare Aussage vergleichbar gemacht werden müssen. Die Zahlenwerte der Wirkungsindikatoren sind dann nur begrenzt aussagefähig, vor allem, weil sie keinen qualitativen oder quantitativen Vergleich zwischen den unterschiedlichen Wirkungskategorien erlauben. Zum Beispiel lässt sich keine Aussage darüber treffen, ob das Indikatorergebnis „123 kg CO2-Äquivalente“ in der Kategorie Treibhauseffekt ökologisch schwerer wiegt als „321 m² Flächenversiegelung“ in der Kategorie Landnutzung.
In der Phase der Normierung und Ordnung werden die Ergebnisse der Wirkungsindikatoren vergleichbar gemacht, um diese schließlich kategorienübergreifend auswerten zu können. Die potenzielle Umweltschädigung der Wirkungskategorien wird durch die ökologische Priorität abgeschätzt: Eine Wirkungskategorie hat eine höhere ökologische Priorität (ist umso umweltschädigender), a) je schwerer die Gefährdung der ökologischen Schutzgüter (z. B. menschliche Gesundheit, Struktur und Funktion von Ökosystemen) eingestuft wird, b) je weiter der bestehende vom angestrebten Gesundheits- und Umweltzustand entfernt ist und c) je höher der Anteil des jeweiligen Indikatorergebnisses an einem Referenzwert ist (z. B. Anteil an der jährlichen Flächenversiegelung oder an den gesamten CO2-Emissionen in Deutschland). Die ökologische Priorität bemisst sich somit aus a) der ökologischen Gefährdung, b) dem distance-to-target-Ansatz sowie c) dem spezifischen Beitrag. Die Rangbildung der Wirkungskategorien erfolgt nach einer fünfstufigen ordinalen Skala von A bis E, wobei A für höchste und E für niedrigste Priorität steht. Diese Priorisierung ist jedoch nicht als absolutes Urteil zu interpretieren, sondern vielmehr als Relation zwischen den Wirkungskategorien.

## Methode zur Auswertung

### Zusammenführung der Wirkungsindikatorergebnisse
Im ersten Schritt der Auswertung werden alle Wirkungsindikatorergebnisse der untersuchten Systeme verglichen. Dies geschieht durch die Berechnung der Mehrbelastung desjenigen Systems, welches in der jeweils betrachteten Wirkungskategorie das höhere Indikatorergebnis aufweist:
{\displaystyle Mehrbelastung_{i}={\frac {IE_{i,max}-IE_{i,min}}{IE_{i,min}}}}
Dabei ist {\displaystyle IE_{i,max}} das größere Indikatorergebnis in der Wirkungskategorie {\displaystyle i} und {\displaystyle IE_{i,min}} das kleinere Indikatorergebnis.
Die jeweiligen Mehrbelastungen der beiden Untersuchungsobjekte können grafisch mit Hilfe eines T-Diagramms dargestellt werden. Dabei gibt die Balkenlänge und -richtung die prozentuale Mehrbelastung eines Systems in der jeweiligen Wirkungskategorie an. Aus dieser Darstellung kann jedoch noch keine Aussage über die ökologische Gleichwertigkeit beider Systeme bzw. der Überlegenheit eines Systems abgeleitet werden.

### Zusammenführung der Ergebnisse aus Normierung und Ordnung zur ökologischen Priorität
In der Phase der Wirkungsabschätzung wurde eine Priorisierung der Wirkungskategorien nach ökologischer Priorität vorgenommen. In der Auswertung wird diese Rangbildung zum Vergleich der Indikatorergebnisse der unterschiedlichen Wirkungskategorien genutzt. Das im ersten Schritt erstellte T-Diagramm, das bisher nur quantitative Aussagen (über Richtung und Länge der Balken) transportiert, wird somit um eine qualitative Komponente (die ökologische Priorität der Wirkungskategorien) ergänzt. Dies ermöglicht den unmittelbaren Vergleich der Balken der beiden Systeme sowie das Treffen belastbarer Aussagen.
Die ökologische Priorität eines Wirkungsindikatorergebnisses ist eine verbale Bewertung: sie kann sehr groß, groß, mittel, gering oder sehr gering sein. Grafisch wird die ökologische Priorität durch unterschiedliche Grautönungen der Balken dargestellt.

### Vergleich der hierarchisierten Indikatorergebnisse
In einem dritten Schritt können die jeweiligen Mehrbelastungen der zu vergleichenden Systeme gegeneinander abgewägt werden: Balken des T-Diagramms mit gleicher Färbung (also gleicher ökologischer Priorität) können miteinander verglichen werden. Aufgrund der ordinalen Skalierung ist ein Vergleich von Balken unterschiedlicher ökologischer Priorität nicht zulässig: Es kann also z. B. nicht gesagt werden, ob ein Balken mit mittlerer ökologischer Priorität und einem Mehrbelastungswert von 500 % eine größere oder kleinere Wertigkeit als ein Balken sehr großer Priorität und 10 % Mehrbelastung.
Bei der Abwägung heben sich gleichgetönte Balken mit ähnlichen Beträgen gegenseitig auf. Im besten Fall kann mit Hilfe dieses Verfahrens eine eindeutige Aussage zur ökologischen Vorteilhaftigkeit eines Systems getroffen werden, es kann aber auch sein, dass „keine signifikanten Unterschiede“ zwischen den Systemen bestehen.

### Weiteres Vorgehen
Die weitere Auswertung umfasst Sensitivitäts- und Signifikanzanalysen sowie das Verfassen einer Gesamteinschätzung.

## Relevanz und Problematik der Bildung einer Rangordnung zwischen unterschiedlichen Umweltwirkungen
Die 1999 vom UBA veröffentlichte Methode zur Bewertung (Priorisierung) in Ökobilanzen nimmt sich der Aufgabe an, eine Rangbildung bzw. Hierarchisierung unterschiedlicher Umweltwirkungen in Ökobilanzen zu ermöglichen. Das Gegeneinander-Abwägen verschiedener Umweltauswirkungen ist „eine der schwierigsten und sensiblen Aufgaben“ einer Ökobilanz, jedoch insofern nötig, als dass sie zusammenfassende, belastbare Aussagen „zur ökologischen Überlegenheit oder Gleichwertigkeit konkurrierender Produkte und Systeme“ erst ermöglicht.
Die Bewertung in Ökobilanzen vergleicht die unterschiedlichen Umweltauswirkungen, die während des Lebenszyklus eines Produktes auftreten. Es wird also versucht zu bewerten, welche der Umweltbelastungen am schwersten wiegt: Ist der Beitrag eines Produkts zum Treibhauseffekt oder zur Eutrophierung schwerwiegender? Die damit verbundene Priorisierung zwischen verschiedenen Umweltbereichen ist insofern heikel, als dass dies eine subjektive Wertung der Wichtigkeit verschiedener Umweltgüter erfordert, welche sich über die Zeit z. B. durch neue wissenschaftliche Erkenntnisse ändern kann.

## Praktische Anwendungsbeispiele
Das UBA wendet die Methode auf alle vom UBA oder im Auftrag des UBA durchgeführten Ökobilanzen an. Gute Beispiele sind die Ökobilanzen für Graphische Papiere
sowie für Getränkeverpackungen.